# Mambila-Konja jezici
Mambila-Konja jezici, skupina nigersko-kongoanskih jezika iz Nigerije i Kameruna, koja čini dio šire skupine Mambiloid. Obuhvaća (9) jezika podijeljenih na 4 skupine, to su:
a. Konja jezici (2) Kamerun: kwanja, twendi.
b. Magu-Kamkam-Kila jezici (4) Nigerija: mbongno, mvanip, ndunda, somyev.
c. Mambila jezici (2) Kamerun, Nigerija: mambila (2 jezika, jedan u Kamerunu kamerunski mambila, jedan u Nigeriji nigerijski mambila),
d. Njerup jezici (1) Nigerija: njerep.

## Vanjske poveznice
- Ethnologue (14th)
- Ethnologue (15th)